# Неллуру (округ)
Неллуру, прежнее название — Неллор (телугу నెల్లూరు జిల్లా; англ. Nellore) — округ на юго-востоке индийского штата Андхра-Прадеш. Административный центр — город Неллуру. Площадь округа — 13 076 км². По данным всеиндийской переписи 2001 года население округа составляло 2 668 564 человека. Уровень грамотности взрослого населения составлял 65,1 %, что выше среднеиндийского уровня (59,5 %). Доля городского населения составляла 22,4 %.